# 자 (수)
자(秭, 1024)는 10의 24제곱을 나타내는 한자 수사이다. 해(垓, 1020)와 양(壤, 1028) 사이에 온다.

## 값
해·자·양의 값은 다음과 같다.
1해 = 10,000경 = 1020 = 100,000,000,000,000,000,000
1자 = 10,000해 = 1024 = 1,000,000,000,000,000,000,000,000
1양 = 1028 = 1,000,000,000,000,000,000,000,000,000
역사적으로는 다른 값을 나타내기도 했었다 (큰 수의 이름 참고).

## 참고 문헌
- 김병덕 (1994). “우리나라 命數法에 대한 小考”. 《基礎科學硏究所 論文集》 6: 9–13.
- 김병덕 (1999). “우리나라 명수법에 대한 소고(II)”. 《한국수학사학회지》 12 (1): 53–64.